# Pelecorhynchidae
Pelecorhynchidae är en familj av tvåvingar. Pelecorhynchidae ingår i ordningen tvåvingar, klassen egentliga insekter, fylumet leddjur och riket djur. Enligt Catalogue of Life omfattar familjen Pelecorhynchidae 49 arter. 
Kladogram enligt Catalogue of Life:
| Pelecorhynchidae | \| \| Glutops \| \| \| \| \| \| Pelecorhynchus \| \| \| \| |
|                  | \| \| Glutops \| \| \| \| \| \| Pelecorhynchus \| \| \| \| |
|                  | Glutops                                                    |
|                  |                                                            |
|                  | Pelecorhynchus                                             |
|                  |                                                            |